# Lijst van voetbalinterlands Albanië - Zwitserland (vrouwen)
Deze lijst van voetbalinterlands is een overzicht van alle officiële voetbalwedstrijden tussen de nationale vrouwenteams van Albanië en Zwitserland. De landen hebben tot nu toe twee keer tegen elkaar gespeeld.

## Wedstrijden
| № | Plaats      | Datum             | Competitie           | Wedstrijd             | Uitslag |
| - | ----------- | ----------------- | -------------------- | --------------------- | ------- |
| 1 | Elbasan     | 15 september 2017 | WK 2019 kwalificatie | Albanië − Zwitserland | 1 − 4   |
| 2 | Biel/Bienne | 28 november 2017  | WK 2019 kwalificatie | Zwitserland − Albanië | 5 − 1   |

## Samenvatting
| Competitie      | Totaal gespeeld | Winst Albanië | Gelijk | Winst Zwitserland | Doelsaldo Albanië – Zwitserland |
| --------------- | --------------- | ------------- | ------ | ----------------- | ------------------------------- |
| WK kwalificatie | 2               | 0             | 0      | 2                 | 2 − 9                           |
| Totaal          | 2               | 0             | 0      | 2                 | 2 − 9                           |